# Henry Källgren
Henry Källgren (Norrköping, 1931. március 13. – Helsingborg, 2005. január 21.) világbajnoki ezüstérmes svéd válogatott labdarúgó.
A svéd válogatott tagjaként részt vett az 1958-as világbajnokságon.

## Sikerei, díjai
IFK Norrköping
- Svéd bajnok (4): 1951–52, 1955–56, 1956–57, 1960

Svédország
- Világbajnoki döntős (1): 1958

Egyéni
- A svéd bajnokság gólkirálya (1): 1957–58